# Mark Rolston
Mark Rolston (n. 7 decembrie 1956, Baltimore, America Britanică⁠(d), Regatul Marii Britanii) este un actor de personaj american. Acesta este cunoscut pentru rolurile secundare din filme precum Aliens - Misiune de pedeapsă, Armă mortală 2, Închisoarea îngerilor, Cârtița și seria de filme Puzzle mortal⁠(d). De asemenea, a interpretat rolul lui Gordie Liman în serialul The Shield (2003).

## Cariera
Rolston a interpretat următoarele roluri: PFC M. Drake în Aliens (1986), Hans în Armă mortală 2 (1989), Stef în RoboCop 2 (1990), Bogs Diamond în Închisoarea îngerilor (1994), J. Scar în Eraser (1996), Chief Dennis Wilson în Panică în tunel⁠(d) (1996), Wayne Bryce în Jaf în timpul potopului⁠(d) (1998) și agentul special Warren Russ în Oră de vârf (1998).
Acesta a avut roluri în Cârtița (2006), regizat de Martin Scorsese, și în filmul de groază În adâncul pădurii⁠(d). Rolston a obținut numeroase roluri în care interpretează răufăcători datorită privirii sale reci. A apărut în filmele Puzzle mortal V din 2008 și Puzzle mortal VI din 2009. În 1994, acesta primește rolul ucigașului Kart Mueller în episodul „The Quality of Mercy” al serialului Babylon 5 și pe cel al lui Richard Odin, liderului unui cult vegetarian, în episodul „Red Museum⁠(d)” al serialului Dosarele X.
Mai târziu, Rolston a realizat dublajul personajului Firefly în Noile Aventuri cu Batman și Liga Dreptății. În 2004, Rolston a jucat în două episoade din serialul 24 de ore. A apărut într-un rol minor în seria Supernatural în timpul celui de-al patrulea sezon, având rolul demonului Alastair. De asemenea, a fost șeriful Hall în episodul „Blood Hungry” din Minți criminale⁠(d).
A avut roluri de voce în jocurile video Blade Runner⁠(d), Turok⁠(d) și Halo 4⁠(d). A fost vocea personajului Deathstroke în jocurile video Batman: Arkham Origins (2013) și în Batman: Arkham Knight⁠(d) (2015).
Are un rol episodic ca Lex Luthor⁠(d) în serialul animat Tinerii justițiari.

## Viața personală
Rolston s-a născut în Baltimore, Maryland, fiul lui Evelyn Beverly (născută Sturm) și al lui Thomas George Rolston, programator.

## Filmografie
| An   | Titlu                                      | Rol                    | Note       |
| ---- | ------------------------------------------ | ---------------------- | ---------- |
| 1986 | Aliens                                     | Private Mark Drake     |            |
| 1987 | The Fourth Protocol                        | Russian Decoder        |            |
| 1987 | Weeds                                      | Dave                   |            |
| 1989 | A Sinful Life                              | Teresa                 |            |
| 1989 | Survival Quest                             | Jake                   |            |
| 1989 | Lethal Weapon 2                            | Hans                   |            |
| 1989 | Perry Mason: The Case of the Lethal Lesson | Vic Hatton             |            |
| 1989 | Prancer                                    | Herb Drier             |            |
| 1990 | Impulse                                    | Man in Bar             |            |
| 1990 | RoboCop 2                                  | Stef                   |            |
| 1993 | Body of Evidence                           | Detective Reese        |            |
| 1994 | Scanner Cop                                | Lieutenant Harry Brown |            |
| 1994 | The Shawshank Redemption                   | Bogs Diamond           |            |
| 1995 | Best of the Best 3: No Turning Back        | Donnie Hansen          |            |
| 1995 | The Set-Up                                 | Ray Harris             |            |
| 1996 | Eraser                                     | J. Scar                |            |
| 1996 | Daylight                                   | Chief Dennis Wilson    |            |
| 1998 | I Woke Up Early the Day I Died             | Hot Dog Vendor         |            |
| 1998 | Hard Rain                                  | Wayne Bryce            |            |
| 1998 | Letters from a Killer                      | O'Dell                 |            |
| 1998 | Rush Hour                                  | Agent Warren Russ      |            |
| 1999 | A Table for One                            | Tom Bernard            |            |
| 2002 | Cathedral                                  | Robert                 |            |
| 2002 | Scorcher                                   | Special Agent Kellaway |            |
| 2002 | Highway                                    | Burt Miranda           |            |
| 2005 | Chasing Ghosts                             | Frank Anderson         |            |
| 2005 | Miracle at Sage Creek                      | Captain Johnson        |            |
| 2006 | The Departed                               | Timothy Delahunt       |            |
| 2007 | Protecting the King                        | Frank                  |            |
| 2008 | Asylum                                     | The Doctor             |            |
| 2008 | Saw V                                      | Dan Erickson           |            |
| 2009 | Not Forgotten                              | Agent Wilson           |            |
| 2009 | Saw VI                                     | Dan Erickson           |            |
| 2012 | That Guy...Who Was In That Thing           | Himself                | Documentar |
| 2016 | Tell Me How I Die                          | Dr. Layton             |            |
| 2019 | Midway                                     | Ernest King            |            |
| 2022 | In Search of Tomorrow                      | Himself                | Documentar |

### Seriale
| An            | Titlu                                        | Rol                                               | Note                                       |
| ------------- | -------------------------------------------- | ------------------------------------------------- | ------------------------------------------ |
| 1982          | X-Bomber                                     | John Lee (voice)                                  | 24 de episoade                             |
| 1984          | The First Olympics: Athens 1896              | Princeton Student                                 | Miniserie                                  |
| 1985          | American Playhouse                           | Bodine                                            | Episodul: "Displaced Person"               |
| 1986          | Sledge Hammer!                               | Officer Braddock                                  | Episodul: "Magnum Farce"                   |
| 1987          | Wiseguy                                      | Renaldo Sykes                                     | Episodul: "Pilot"                          |
| 1987          | Tour of Duty                                 | PV2 Innes                                         | Episodul: "Burn Baby, Burn"                |
| 1989          | Matlock                                      | Keith Morrisey                                    | Episodul: "The Blues Singer"               |
| 1990          | The Young Riders                             | Richard                                           | Episodul: "Hard Time"                      |
| 1990          | Tales from the Crypt                         | Dr. Zachary Cling                                 | Episodul: "Lower Berth"                    |
| 1990          | Father Dowling Mysteries                     | Mark                                              | Episodul: "The Undercover Nun Mystery"     |
| 1990          | Jake and the Fatman                          | Jerry Malik                                       | Episodul: "Night and Day"                  |
| 1991          | In the Heat of the Night                     | Kevin Reilly                                      | Episodul: "Baby for Sale"                  |
| 1992–95       | Murder, She Wrote                            | Sgt. Terence Boyle, Finn Dawley, Liam Gillen      | 4 episoade                                 |
| 1993          | Raven                                        | Peter Lyons                                       | Episodul: "Poisoned Harvest"               |
| 1994          | Star Trek: The Next Generation               | Lt. Walter Pierce                                 | Episodul: "Eye of the Beholder"            |
| 1994          | Babylon 5                                    | Karl Mueller                                      | Episodul: "The Quality of Mercy"           |
| 1994          | Diagnosis: Murder                            | Vinnie Bartell                                    | Episodul: "You Can Call Me Johnson"        |
| 1994, 2000    | The X-Files                                  | Richard Odin, Bud LaPierre                        | 2 episoade                                 |
| 1995          | ER                                           | Officer Thomas                                    | Episodul: "The Birthday Party"             |
| 1995          | Lois & Clark: The New Adventures of Superman | Gregor                                            | Episodul: "Lucky Leon"                     |
| 1995          | Courthouse                                   | Philip Carter                                     | Episodul: "Mitigating Circumstances"       |
| 1995          | Strange Luck                                 | Bagman, Merch                                     | Episodul: "Blind Man's Bluff"              |
| 1996          | Sisters                                      | Col. Hastings                                     | Episodul: "Leap Before You Look"           |
| 1996          | Profit                                       | Ivan Karpov                                       | Episodul: "Sykes"                          |
| 1996          | JAG                                          | Lieutenant Commander Mark Lowery                  | Episodul: "Recovery"                       |
| 1996          | The Lazarus Man                              | The Rescue                                        | Episodul: "The Rescue"                     |
| 1996          | Moloney                                      | Joe Ballantine                                    | Episodul: "Pilot"                          |
| 1996          | Walker, Texas Ranger                         | Jake Prentice                                     | Episodul: "A Silent Cry"                   |
| 1997          | The Legend of Calamity Jane                  | Bill Doolin (voice)                               | 13 episoade                                |
| 1997–98       | Brooklyn South                               | Detective Lou Conroy                              | 3 episoade                                 |
| 1997–98       | Zorro                                        | Additional Voices                                 | 26 de episoade                             |
| 1998          | Nash Bridges                                 | Louis Jackson                                     | Episodul: "Crossfire"                      |
| 1998          | Men in Black: The Series                     | Additional Voices                                 | Episodul: "The Elle of My Dreams Syndrome" |
| 1998          | From the Earth to the Moon                   | Gus Grissom                                       | Miniserie                                  |
| 1998          | The Crow: Stairway to Heaven                 | MaseReyes                                         | Episodul: "Souled Out"                     |
| 1998          | The New Batman Adventures                    | Garfield Lynns / Firefly, Don the Mutant (voices) | 2 episoade                                 |
| 1998–99       | Profiler                                     | Donald Lucas                                      | 7 episoade                                 |
| 1999          | Harsh Realm                                  | Bounty Hunter                                     | Episodul: "Leviathan"                      |
| 1999          | Aftershock: Earthquake in New York           | Bruce Summerlin                                   | Miniserie                                  |
| 1999          | Godzilla: The Series                         | Captain Moore (voice)                             | Episodul: "End of the Line"                |
| 2000          | Batman Beyond                                | Carl (voice)                                      | Episodul: "The Eggbaby"                    |
| 2001          | Angel                                        | Boone                                             | Episodul: "Blood Money"                    |
| 2001          | Max Steel                                    | Additional Voices                                 | 2 episoade                                 |
| 2001          | Dark Angel                                   | Herman Colberg                                    | Episodul: "Haven"                          |
| 2001          | Dead Last                                    | Sheriff Wayne                                     | Episodul: "Teen Spirit"                    |
| 2001          | Alias                                        | Seth Lambert                                      | Episodul: "Parity"                         |
| 2001          | Touched by an Angel                          | Delroy Gibbons                                    | Episodul: "Famous Last Words"              |
| 2001          | NYPD Blue                                    | Leon Broadus, Carl Bowen                          | 2 episoade                                 |
| 2002          | For the People                               | Mr. Cassidy                                       | Episodul: "Come Blow Your Whistle"         |
| 2002          | Curb Your Enthusiasm                         | Contractor                                        | Episodul: "The Corpse-Sniffing Dog"        |
| 2003          | The Shield                                   | Gordie Liman                                      | 5 episoad                                  |
| 2003          | The Dead Zone                                | Hysterical Parishioner #3                         | Episodul: "Zion"                           |
| 2003          | Justice League                               | Garfield Lynns / Firefly (voice)                  | 2 episoade                                 |
| 2003–04       | Star Trek: Enterprise                        | Kuroda Lor-ehn, Captain Magh                      | 2 episoade                                 |
| 2004          | 24                                           | Bruce Foxton                                      | 2 episoade                                 |
| 2005          | CSI: NY                                      | Inspector Bill Markoni                            | Episodul: "The Dove Commission"            |
| 2005          | Criminal Minds                               | Sheriff Hall                                      | Episodul: "Blood Hungry"                   |
| 2006–07       | CSI: Miami                                   | FBI Agent Glen Cole                               | 3 episoade                                 |
| 2007          | Shark                                        | Cade Berlinger                                    | Episodul: "The Wrath of Khan"              |
| 2007          | Reaper                                       | Arthur Ferrey                                     | Episodul: "Charged"                        |
| 2007          | Cold Case                                    | Ari Gordon                                        | 4 episoade                                 |
| 2007–09       | The Closer                                   | Father Jack                                       | 2 episoade                                 |
| 2008          | Supernatural                                 | Alastair                                          | 2 episoade                                 |
| 2008          | The Mentalist                                | Det. Dale Blakely                                 | Episodul: "The Thin Red Line"              |
| 2009          | CSI: Crime Scene Investigation               | Sheriff                                           | Episodul: "One to Go"                      |
| 2009          | NCIS: Los Angeles                            | Marine Sergeant Jerrold "Pallet" Mulhearn         | Episodul: "Keepin' It Real"                |
| 2009          | Lie to Me                                    | Ed Kominsky                                       | Episodul: "Secret Santa"                   |
| 2010–11       | The Defenders                                | Johnny Greene                                     | 2 episoade                                 |
| 2010–13, 2019 | Young Justice                                | Lex Luthor, Jonathan Kent, L-3 (voices)           | 9 episoade                                 |
| 2012          | Body of Proof                                | Detective Charlie Meeks                           | Episodul: "Shades of Blue"                 |
| 2012          | Breakout Kings                               | Chief Inspector Craig Renner                      | Episodul: "An Unjust Death"                |
| 2012          | Touch                                        | Ed                                                | Episodul: "Tessellations"                  |
| 2012          | Franklin & Bash                              | Hon. Clarence Rydberg                             | Episodul: "Last Dance"                     |
| 2012          | NCIS                                         | George Westcott                                   | 2 episoade                                 |
| 2015          | Castle                                       | Kurt Van Zant                                     | Episodul: "Dead from New York"             |
| 2015–16       | Turn: Washington's Spies                     | Judge Edward Shippen                              | 7 episoade                                 |
| 2016          | Scorpion                                     | Agent Cooke                                       | 2 episoade                                 |
| 2016          | Rosewood                                     | Harvey                                            | Episodul: "Badges & Bombshells"            |
| 2016          | Roots                                        | Jewett                                            | Miniserie                                  |
| 2017          | Rebel                                        | IA Investigator #1                                | Episodul: "Pilot"                          |
| 2017          | Voltron: Legendary Defender                  | Kolivan, General Herreh (voices)                  | 8 episoade                                 |
| 2017          | Snowfall                                     | Max                                               | 1 episod                                   |
| 2018          | SEAL Team                                    | David Alper                                       | 1 episod                                   |
| 2018–21       | Bosch                                        | Lt. Thorne                                        | 9 episoade                                 |

### Jocuri video
| An   | Titlu                     | Rol                            | Note |
| ---- | ------------------------- | ------------------------------ | ---- |
| 1997 | Blade Runner              | Clovis                         |      |
| 2000 | Nox                       | Warlord Horrendous, others     |      |
| 2008 | Turok                     | Captain Cole                   |      |
| 2009 | Dragon Age: Origins       | Lord Darvianak Vollney, others |      |
| 2012 | Halo 4                    | Captain Andrew Del Rio         |      |
| 2013 | Aliens: Colonial Marines  | Private Mark Drake             |      |
| 2013 | Injustice: Gods Among Us  | Lex Luthor                     |      |
| 2013 | Batman: Arkham Origins    | Deathstroke                    |      |
| 2013 | Young Justice: Legacy     | Lex Luthor, Blockbuster        |      |
| 2014 | Skylanders: Trap Team     | Additional Voices              |      |
| 2015 | Infinite Crisis           | Starro                         |      |
| 2015 | Battlefield Hardline      | Neil Roark                     |      |
| 2015 | Batman: Arkham Knight     | Deathstroke                    |      |
| 2016 | Fallout 4: Nuka-World     | Porter Gage                    |      |
| 2016 | Let It Die                | Jackal Y                       |      |
| 2018 | Spider-Man                | Mayor Norman Osborn            |      |
| 2018 | Lego DC Super-Villains    | Deathstroke                    |      |
| 2020 | Spider-Man: Miles Morales | Norman Osborn                  |      |